# Харлеммермер
Харлеммермер (нидерл. Haarlemmermeer — Харлемское озеро) — община на западе Нидерландов, являющаяся польдером. Ранее это название носил залив, осушённый в середине XIX века. Столицей общины является Хофддорп (Hoofddorp) — один из крупнейших нидерландских городов, чьё имя не совпадает с названием самой общины. Население Харлеммермера составляло в 2007 году около 137 тысяч человек.

## География
Площадь территории 185 км² (из них 5,5 км² приходится на воду).

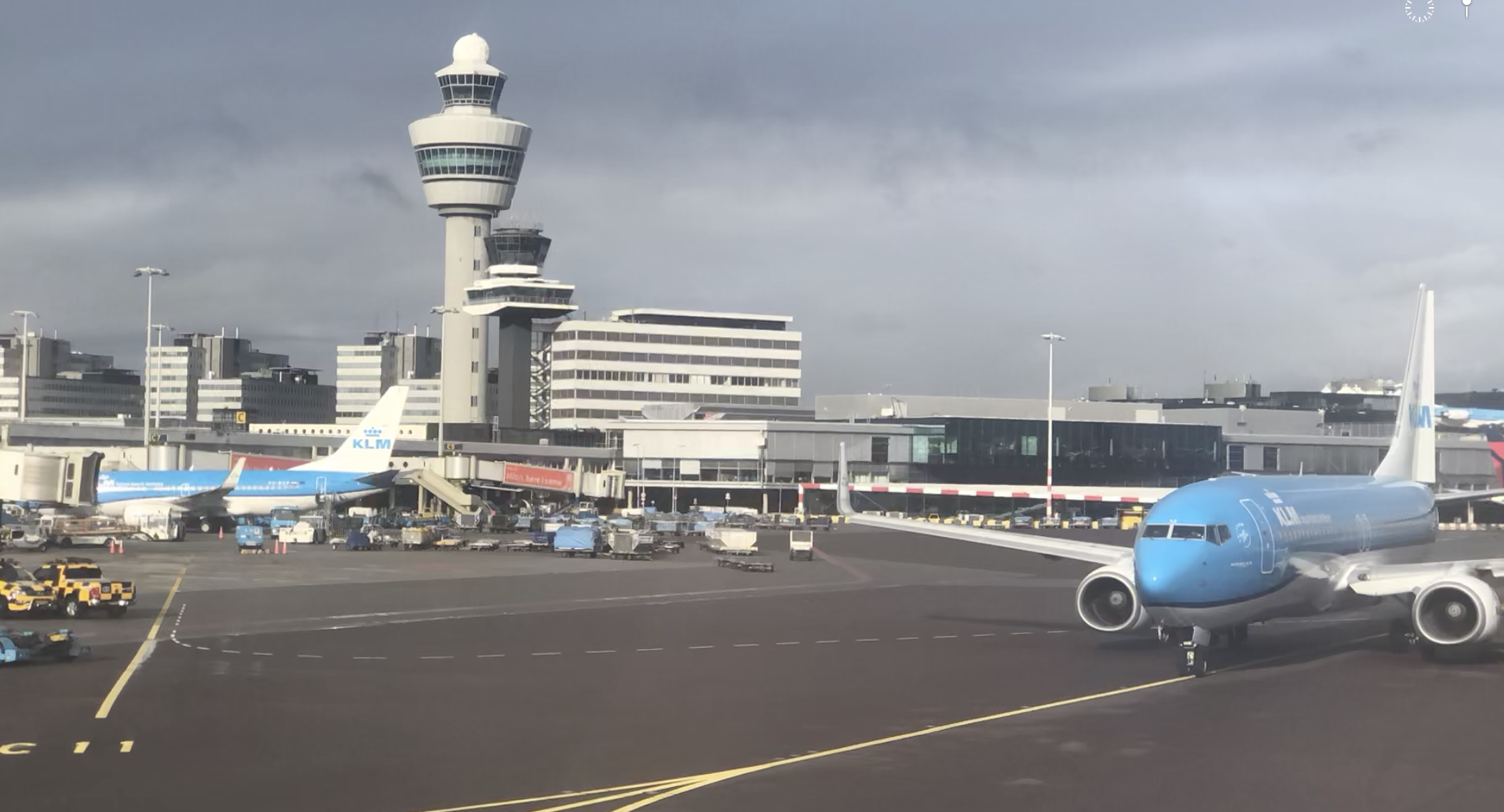
Аэропорт Схипхол

В общину входят следующие населённые пункты: Алсмердербрюг, Аббенес, Бадхувердорп, Бейнсдорп, Бусингелиде, Бёйтенкаг, Бюргервен, Крюкиус, Де-Хук, Хофддорп, Леймёйдербюрг, Лейнден, Лиссербрук, Ньиве-Мер, Ньивебрюг, Ньив-Веннеп, Ауде-Мер, Рейсенхаут, Розенбюрг, Схипхол, Схипхол-Рейк, Вейфхёйзен, Ветерингбрюг, Звансхук, Званенбюрг.